# Souk El Blaghgia

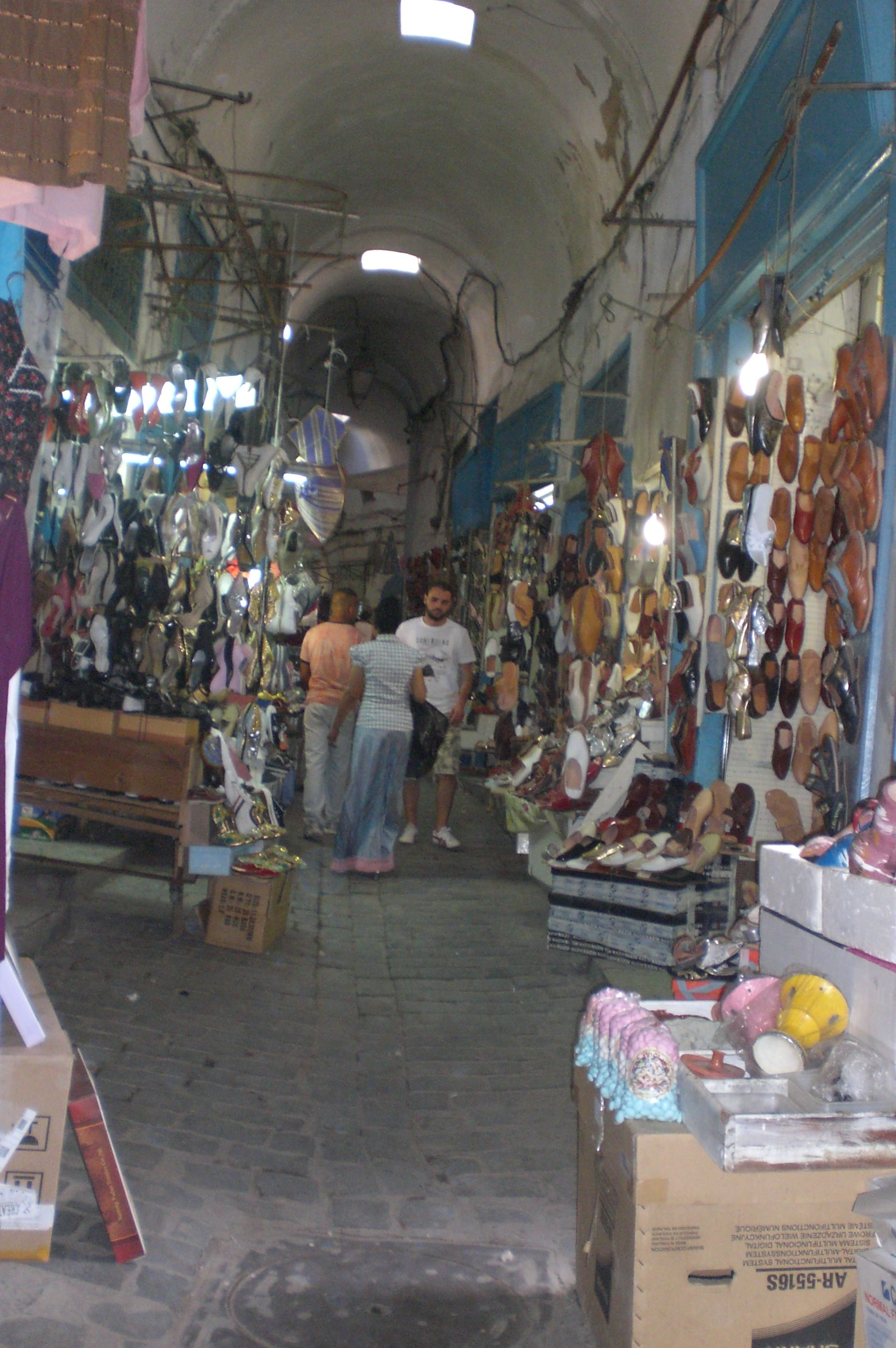
Architecture du souk El Blaghgia.

Le souk El Blaghgia (arabe : سوق البلاغجية) est l'un des souks de la médina de Tunis. Le terme blaghgia vient de l'arabe balgha qui désigne une sorte de babouche fabriquée à partir de cuir et faisant partie des costumes traditionnels de la Tunisie et du Maghreb en général.

## Histoire

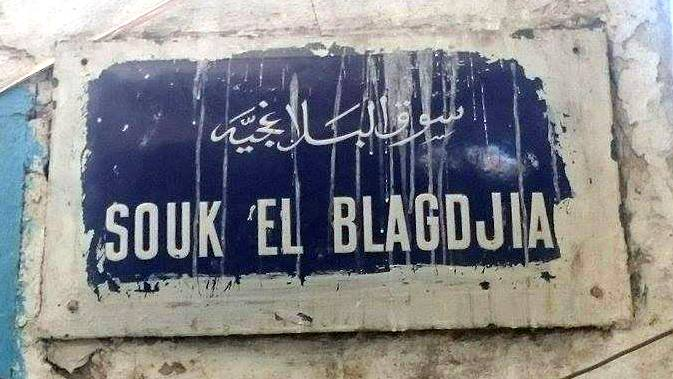
Plaque du souk El Blaghgia ou Blagdjia.

Ce souk est fondé au début du XIIIe siècle par Abû Zakariyâ Yahyâ puis reconstruit au cours du règne ottoman en 1756-1757[réf. souhaitée]. C'est pourquoi, certains attribuent la construction de ce souk au souverain Mohamed Rachid Bey, d'autres l'attribuant à Ali II Bey. Il figure parmi les plus importants souks de Tunis à l’époque husseinite.

## Localisation
Ce souk est situé au centre de la médina de Tunis, près de la mosquée Zitouna, entre le souk El Attarine et la rue de la Kasbah. Il est lié au fondouk des Blaghgia.
On y trouve par ailleurs la médersa Ech Chamaiya.

## Architecture

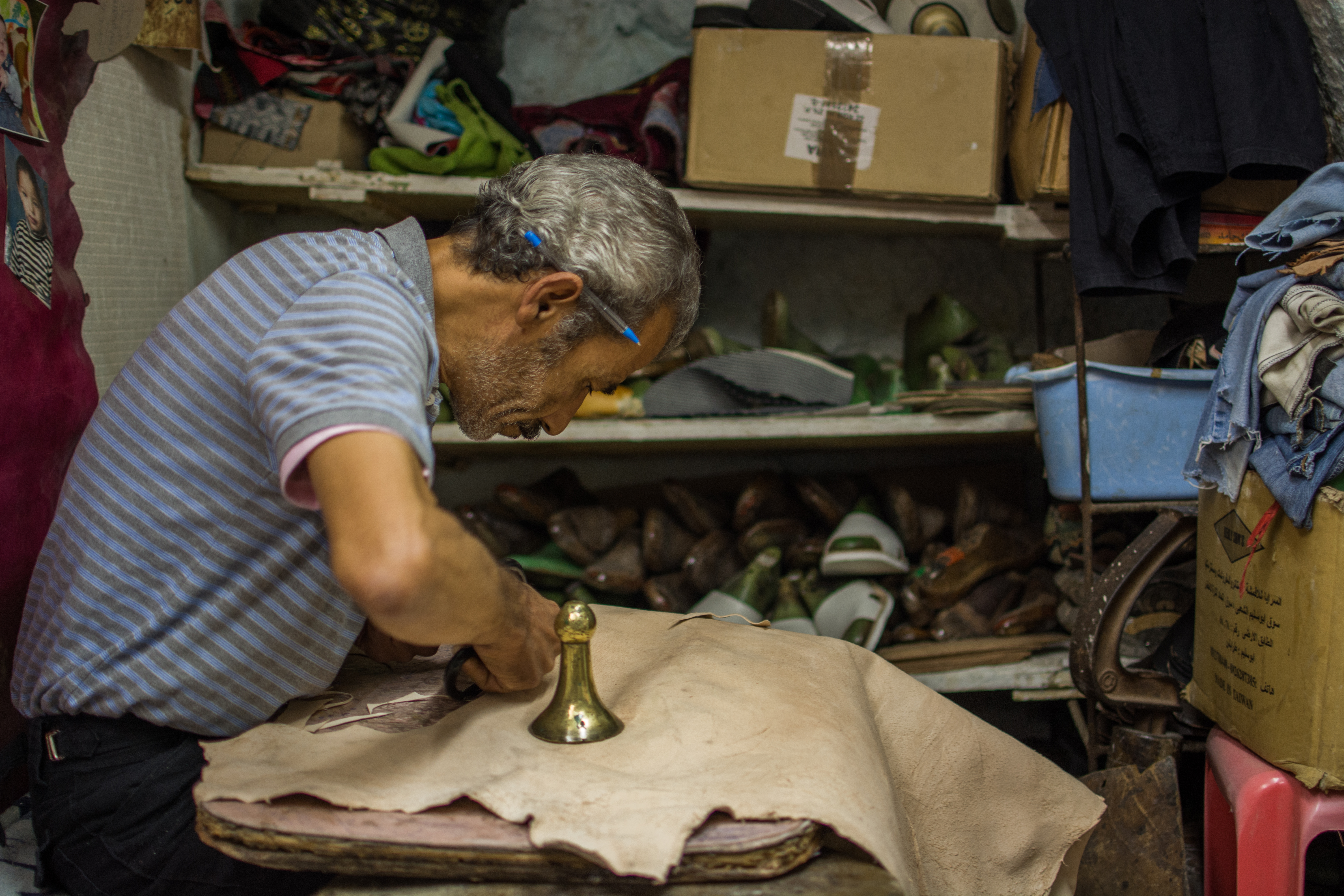
Artisan du souk.

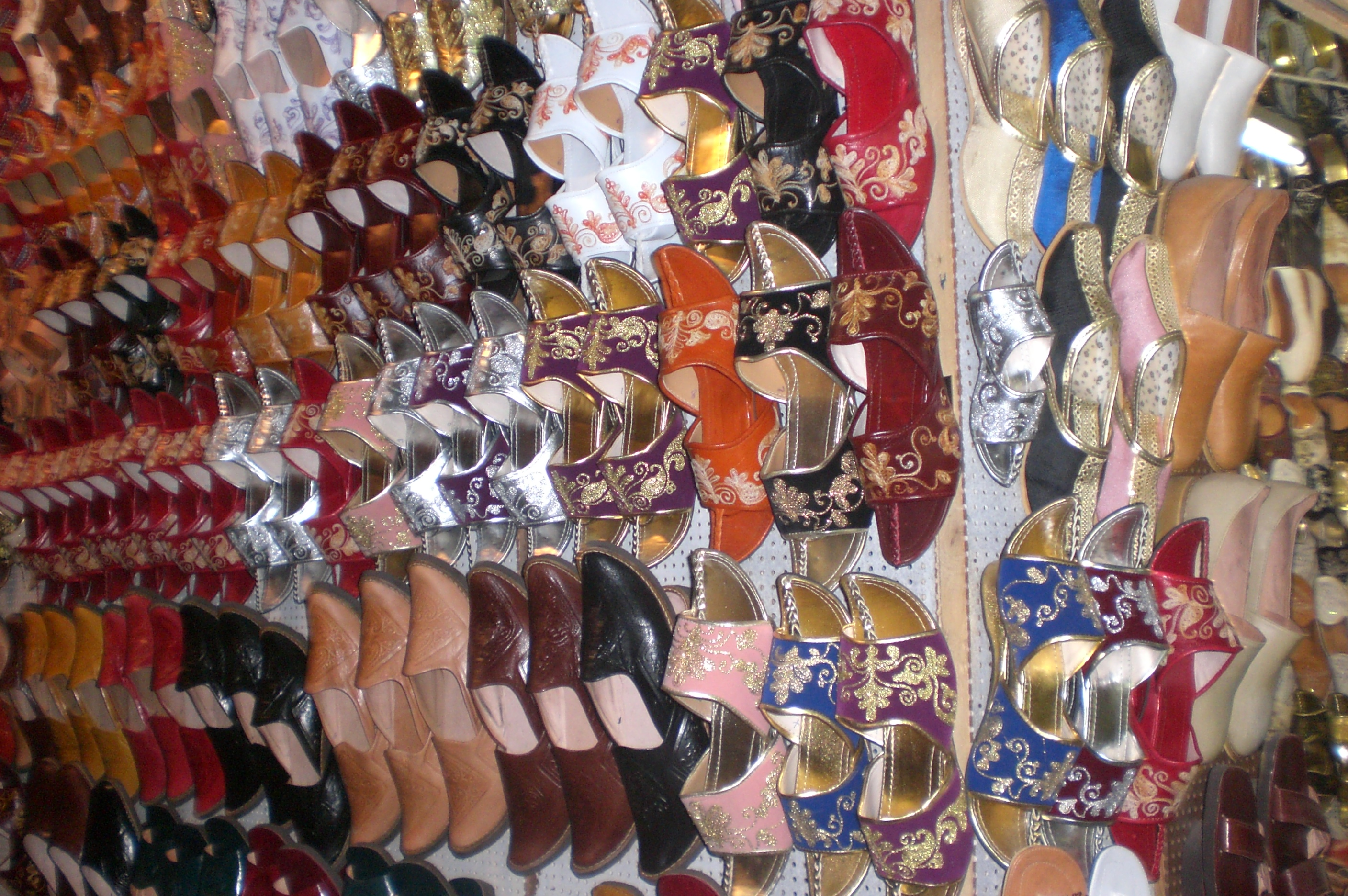
Différents modèles de balghas.

Ce souk est couvert par des voûtes en berceau, couverture qui repose quelquefois sur des colonnes. On note l'existence d'une impasse couverte qui donne sur le souk et autour de laquelle sont distribuées plusieurs boutiques. Actuellement, on y compte près de 76 boutiques[réf. souhaitée].

## Évolution
Dès sa création, ce souk se spécialise dans la production et la vente des balghas, des chaussures en cuir pour hommes, et des chebrella, leur pendant féminin. Son déclin commence à partir de l’adoption de la chaussure européenne. Malgré l’annexion de quelques boutiques par la production du souk El Attarine, le souk El Blaghgia résiste.
De nos jours, il continue à pratiquer le commerce des chaussures, mais surtout celui des chaussures modernes et adapte sa production au goût du jour : à côté de la balgha traditionnelle, devenue chaussure de délassement, il offre différents modèles de mules. Sur des lattes de bois parallèles s’accrochent les paires, serrées les unes contre les autres, tapissant les murs de leurs couleurs chatoyantes.